# Алотин, Арье
Арье Алотин (20 августа 1898, Корма Могилёвской губернии — 11 ноября 1979, Тель-Авив) — деятель израильского здравоохранения, израильский хирург, автор книг и учебных пособий по экстремальной медицине. Один из основателей «Маген Давид Адом».

## Биография
Родился в местечке Корма в купеческой семье Пинхаса Алотина и Алты Драбкин. В 1924 году окончил медицинский факультет Харьковского университета. Во время учёбы принимал активное участие в сионистском движении. Из-за его деятельности в организации «Цеирей Цион», был арестован и приговорён к трём годам ссылки, замененным высылкой в 1926 в Палестину. По прибытии в страну работал в больнице «Хадасса» (Тель-Авив) (прошёл путь от добровольца-помощника врача до заведующего (с 1948) хирургическим отделением).
Во время Второй мировой войны был одним из организаторов «Мишмар ха-Эзрохи» (добровольной гражданской обороны). С открытием в 1961 году больницы «Ихилов» работал в хирургическом отделении, вплоть до своей отставки в 1965 году. До 1970-х руководитель системы подготовки израильской службы скорой помощи (МАДА).
Лауреат премии имени Генриетты Сольд за заслуги в развитии здравоохранения (1963).